# Politieke familie
In de Belgische politiek wordt de term politieke familie gehanteerd voor partijen die een verschillend taalregime hebben, maar een verwante ideologie.

## Partijen
- liberale familie: Mouvement réformateur (met FDF), Open Vld en de Duitstalige Partei für Freiheit und Fortschritt
- socialistische familie: Parti Socialiste, sp.a en Sozialistische Partei
- christendemocraten: CD&V en cdH, met de Duitstalige afdeling CSP
- groenen: Ecolo en Groen!

## Familie
In een andere betekenis is "politieke familie" een familie waarvan meerdere leden actief zijn in de politiek, bijvoorbeeld:
- de Nehru-Gandhi-familie in Indië
- de gebroeders John, Robert en Edward Kennedy in Amerika
- Vader en zoon Bush
- de zogenaamde politieke families in de Filipijnen, die de betere functies onder elkaar verdelen en zo een positie innemen die doet denken aan de vroegere adel: 
  - familie Sumulong
  - familie Aquino met onder andere Corazon Aquino en Benigno Aquino
  - familie Marcos
  - verschillende op subnationaal en lokaal niveau actieve families

### in België
- Vic Anciaux, voormalig voorman van de Volksunie en minister, zijn zoon Bert, voormalig Vlaams minister, zijn zoon Roel, actief in de gemeentepolitiek in Meise, zijn zoon Koen, actief in de gemeentepolitiek in Mechelen, en diens zoon (kleinzoon van Vic dus) Bavo, lid van Open Vld.
- Leona Detiège, dochter van voormalig Antwerps schepen en burgemeester Frans Detiège en zelf moeder van Maya Detiège
- Oud-minister en PSC-politicus Charles-Ferdinand Nothomb was de zoon van politicus Pierre Nothomb, en nazaat van Jean-Baptiste Nothomb, een van de stichters van België.
- Paul-Henri Spaak, voormalig socialistisch premier en zijn dochter Antoinette Spaak, actief in het FDF. Paul-Henri was de kleinzoon van Paul Janson, neef van Paul-Emile Janson, voormalige premiers. Zijn moeder Marie Janson was de eerste vrouwelijke senator in België.
- Europees president Herman (en zoon Peter), zijn broer Eric en zijn zus Tine Van Rompuy.

### in Nederland
- Jan Heemskerk Azn. en zijn zoon Theo Heemskerk.
- Hendrik Tilanus en zijn zoon Arnold.
- Joop den Uyl en zijn dochter Saskia Noorman-den Uyl.
- Enneüs Heerma en zijn zoon Pieter.

### in Engeland
- Acton-familie